# Dentobunus distichus
Dentobunus distichus is een hooiwagen uit de familie Sclerosomatidae.